# Kim Son-ho
Kim Son-ho (korejsky 김선호; * 8. května 1986 Soul) je jihokorejský herec. S herectvím začal na divadelních prknech a zahrál si v mnoha hrách, na filmovém plátně pak debutoval roku 2017 s dramatem Kimgwačang. Proslavil se televizním seriálem Start-Up z roku 2020 a v roce 2021 získal další uznání za hlavní roli v seriálu Městečko na pobřeží, jenž byl vysílán na stanici tvN a na Netflixu.

## Kariéra

### 2009–2016: Divadelní tvorba
Po absolvování střední školy studoval na Soulském institutu umění, kde získal titul na katedře vysílání a zábavy. Během studií na vysoké škole se přidal k divadelní skupině a začal hrát v divadelních hrách. Jeho první divadelní rolí se roku 2009 stalo Nový Boeing Boeing (adaptace stejnojmenné francouzské hry); roli si následně zopakoval v roce 2013. Později rozšířil svůj repertoár o temnější role a získal uznání kritiky v dílech jako True West a Polibek pavoučí ženy v roce 2015 a Closer v roce 2016.

### 2017–2019: Debut v televizi
Kim debutoval na obrazovce na začátku roku 2017 v kancelářském dramatu Kimgwačang stanice KBS2, a to poté, co se zúčastnil konkurzu na návrh producentky I Un-džinové, která sledovala jeho výkon ve hře Closer. V dalším projektu Odvážný poslíček, v němž se ucházel o vedlejší roli, se Kim poprvé objevil v hlavní roli. Později v roce 2017 si zahrál v akční komedii Tukkapseu v roli mazaného podvodníka, za kterou získal dvě ocenění MBC Drama Awards. Ještě během vysílání tohoto seriálu si na jevišti zopakoval roli Valentina ve hře Polibek pavoučí ženy. V roce 2018 Kim ztvárnil hlavní roli umělce v dramatickém speciálu Mičchigessda, neottaem-e!, jehož čtyři epizody byly odvysílány v květnu. Hrál také v historickém dramatu Můj princ na 100 dní, které se stalo jedním z nejsledovanějších seriálů v historii korejské kabelové televize. V září téhož roku se Kim přidal k Salt Entertainment poté, co mu vypršela smlouva s jeho bývalou divadelní společností.
V březnu 2019 se Kim objevil v roli začínajícího zpěváka v komedii Uračchačcha Waikiki 2 stanice JTBC. V říjnu téhož roku si zahrál po boku herečky Mun Kun-jong v kriminálním dramatu Juljongul džabala![zápis?] z produkce stanice tvN; jednalo se o jeho první hlavní roli v celovečerním seriálu. Dne 5. listopadu se Kim přidal k obsazení čtvrté řady reality show 2 Days & 1 Night televize KBS2. Za svou práci v pořadu obdržel v roce 2020 na KBS Entertainment Awards cenu Rookie. Ve svém posledním projektu roku 2019 se objevil v divadelní hře Memory in dream.

## Incident
Dne 17. října 2021 žena, která tvrdila, že je bývalou přítelkyní „herce K“, na korejském internetovém fóru uvedla, že ji herec přinutil k potratu, když spolu chodili. Později se ukázalo, že je tím mužem Kim Son-ho. Tři dny nato se v té souvislosti prostřednictvím své agentury veřejně omluvil. Když se incident dostal do povědomí veřejnosti, několik společností, například Domino's Pizza, rychle stáhlo své reklamy s Kimem. Televize KBS stáhla Kima z pozice stálého člena varieté 2 Days & 1 Night, přičemž ten se následně rozhodl odejít z filmových projektů Dog Days a 2siui Date, romantické komedie režiséra I Sang-kuna.
Dne 20. října 2021 vydala Kimova bývalá přítelkyně nové prohlášení, v němž uvedla, že mezi nimi došlo k nedorozumění a že od něj obdržela omluvu. Omluvila se také za neúmyslně způsobené škody. Dne 26. října téhož roku zveřejnila korejská média nové důkazy zpochybňující obvinění Kimovy bývalé přítelkyně s odvoláním na zdroje z blízkého okolí Kima i jeho bývalé přítelkyně. Screenshoty chatových konverzací od jejich známých odhalily, že na rozdíl od svých tvrzení to byla právě ona, kdo potrat navrhl. Pár se přibližně rok poté rozešel kvůli pochybným okolnostem kolem osobního života bývalé přítelkyně. Nadále se objevovala svědectví od známých Kima i jeho bývalé přítelkyně, která vyvracela různá tvrzení, jež dříve uvedla. Po nových zprávách začala většina společností vracet reklamy s Kimem a produkční tým filmu Sulpun jolde[zápis?] oznámil, že se rozhodl pokračovat ve svém projektu a obsadit Kima do hlavní role.

## Filantropie
Dne 27. ledna 2021 jeho agentura SALT Entertainment potvrdila, že Kim daroval 100 milionů wonů (přibližně 1,9 milionu Kč) nadaci Korea Childhood Leukemia Foundation. K tomu uvedla: „Na oplátku za podporu a lásku, které se mu dostalo od mnoha lidí, přispěl s nadějí, že by to mohlo i trochu pomoci dětem a jejich rodinám, jež procházejí těžkým obdobím.“
V září 2021 spolupracoval se společností Marco Rojo na projektu „Happy Bean Special Funding“, v jehož rámci se vybíraly peníze na zlepšení podmínek ubytování seniorů. Tři dny po otevření fondu, dne 3. září, přesáhla částka ve sbírce 100 milionů wonů a překročila tak cílovou částku o 3 600 %.
V prosinci 2021 v tichosti věnoval 50 milionů wonů (přibližně 1 milion Kč) nadaci Korea Leukemia Children's Foundation. Výše daru nebyla na žádost Kim Son-hoa zveřejněna. Jeho agentura to rovněž odmítla komentovat a uvedla: „Víme, že to udělal osobně, protože chtěl být nápomocen.“